# سامودایکاتی
سامودایکاتی (به لاتین: Samudaykati) یک روستا در بنگلادش است که در استان باریسال و در ناحیه پیروج‌پور واقع شده‌است.